# 초코빅
"초코빅"은 대한민국의 영상툰, 스케치 코미디 장르의 유튜브 채널을 원작으로 하는 앤솔러지 코믹 시리즈이다. 초등학생 연령대의 아동을 대상으로 하며, 아이세움의 인타넷 방송 관련 서적 중 하나이다.
1권에서 개별 일러스트레이터가 아닌 스케치 코미디 유튜버들인 슈뻘맨, 코너 에피소드는 각각 류수형, 팀키즈가 그렸다.